# 算了吧！
算了吧！（英語：Give It Up!）為弗朗茨·卡夫卡的一篇短篇故事，寫於1917至1923年間。

## 內容
一大清早，敘事者在空蕩的街道上趕往火車站，但與鐘塔較對時間後始發覺時間其實比他想的晚得多。他加快腳步，卻因為不太熟悉那城市而感到迷茫，遂向一位警員問路。警員一眼就知道敘事者要他問路，確認後只說：算了吧，算了吧。然後就走了，“就像那些想自己偷笑的人一樣。”

## 解釋

### 時間與空間
本文的時間與空間並非我們所能肯定，因為敘事者稱，真實的時間其實比他想的晚得多；而且他因為不太熟悉那城市而感到迷茫。除此之外，卡夫卡再沒有作其他描述或解釋。

### 警員的真實身份
在英文譯本裡，警員為Policeman，而德文原文則為Schutzmann，更準確的意思是“保護閣下的人”（the man who protects you）。由於卡夫卡不時會對字詞做更改，有人認為作者亦有可能想要寫Schutzengel，即為閣下的保護天使（your personal protective angel）。

## 外部連結

### 全文
英文：https://web.archive.org/web/20070928214510/http://www.herzogbr.net/kafka/giveitup.htm

### 研究
英文：https://web.archive.org/web/20081011145854/http://www.fathom.com/feature/121837/index.html